# سلیم‌آباد (چالوس)
سلیم آباد، روستایی است از توابع بخش مرکزی شهرستان چالوس در استان مازندران ایران.

## جمعیت
این روستا در دهستان کلارستاق شرقی قرار دارد و براساس سرشماری مرکز آمار ایران در سال ۱۳۸۵، جمعیت آن ۲۳۱ نفر (۶۶خانوار) بوده‌است. مردم سلیم آباد از قومیت طبری هستند. مردم سلیم آباد به زبان طبری با گویش چالوسی سخن می‌گویند.